# لئو تولستوی
لف نیکلایِویچ تولستوی (به روسی: Лев Никола́евич Толсто́й) [lʲef nʲɪkɐˈlaɪvʲɪtɕ tɐlˈstoj] () (۹ سپتامبر ۱۸۲۸–۲۰ نوامبر ۱۹۱۰) فیلسوف، عارف و نویسندۀ روس بود. او را از بزرگ‌ترین رمان‌نویسان جهان می‌دانند. او بارها نامزد دریافت جایزۀ نوبل ادبیات و جایزۀ صلح نوبل شد؛ ولی هرگز به آنها دست نیافت.
رمان‌های جنگ و صلح و آنا کارنینا که همواره در بین بهترین رمان‌های جهان هستند، آثار تولستوی‌اند. او در روسیه هواداران بسیاری دارد و سکۀ طلای یادبود برای بزرگداشت وی ضرب شده‌ است. تولستوی در زمان زندگی خود در جهان سرشناس، ولی ساده‌زیست بود.

## ریشه‌ها

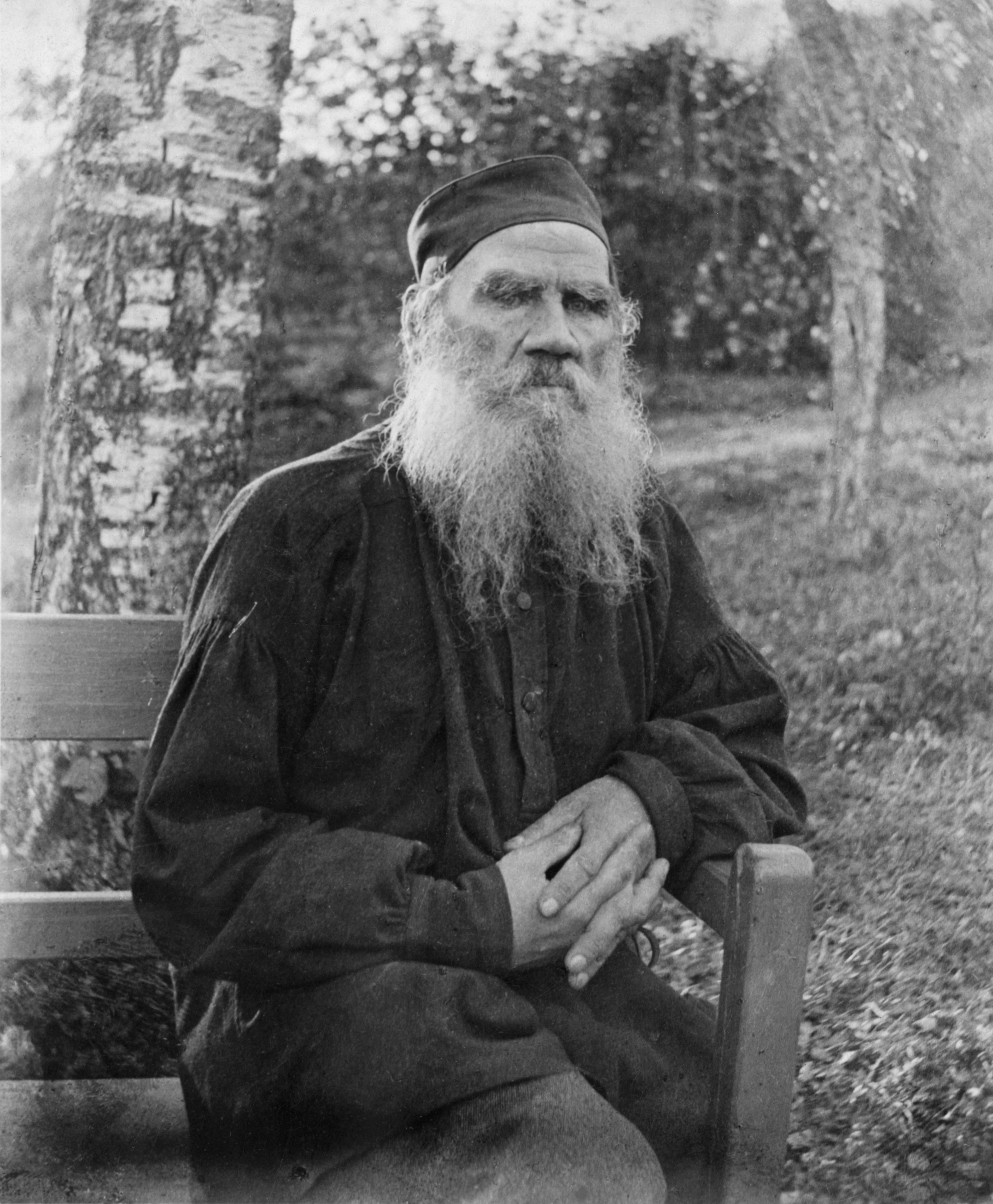
لئو تولستوی در سال ۱۸۹۷

تولستوی‌ها یک خانواده معروف از اشراف قدیمی روس بودند که نسب خود را به یک نجیب‌زاده اسطوره‌ای به نام ایندریس که توسط پیوتر تولستوی توصیف شده بود که در سال ۱۳۵۳ به همراه دو پسرش لیتوینوس "از نمک، از سرزمین سزار" به چرنیگوف رسیدند، ردیابی کردند. (لیتونیس) و زیمونتن (یا زیگمونت) و یک دروژینا متشکل از ۳۰۰۰ نفر. در حالی که کلمه "Nemec" برای مدت طولانی فقط برای توصیف آلمانی‌ها استفاده می‌شد، در آن زمان به هر خارجی که روسی صحبت نمی‌کرد (از کلمه nemoy به معنای لال) گفته می‌شد. سپس ایندریس با نام لئونتی و پسرانش کنستانتین و فئودور به ارتدکس شرقی گرویدند. نوه کنستانتین آندری خاریتونوویچ پس از نقل مکان از چرنیگوف به مسکو توسط واسیلی دوم مسکو به تالستی (ترجمه شده به‌عنوان چاق) ملقب شد.
به دلیل نام‌های مشرکانه و این واقعیت که چرنیگوف در آن زمان توسط دمتریوس اول استارشی اداره می‌شد، برخی از محققان به این نتیجه رسیدند که آنها لیتوانیایی بودند که از دوک نشین بزرگ لیتوانی آمده بودند. در همان زمان، هیچ نامی از ایندریس در اسناد قرن ۱۴ تا ۱۶ یافت نشد، در حالی که تواریخ چرنیهیف که توسط پیوتر تولستوی به‌عنوان مرجع استفاده می‌شد، گم شدند. اولین اعضای مستند خانواده تولستوی نیز در قرن هفدهم زندگی می‌کردند، بنابراین خود پیوتر تولستوی به‌طور کلی بنیانگذار خانه اشرافی در نظر گرفته می‌شود و پتر کبیر به او عنوان کنت اعطا کرد.

## زندگی
تولستوی نهم سپتامبر ۱۸۲۸ میلادی در خانواده‌ای از بزرگان و با پیشینهٔ بسیار کهن در یاسنایا پالیانا (۱۶۰کیلومتری جنوب مسکو از تابع شهر تولا) زاده شد. پدر او، کنت گراف نیکلای ایلیچ تولستوی (به روسی: Граф Никола́й Ильи́ч Толсто́й) و مادرش، شاهزاده خانم ماریا نیکلایونا والکونسکایا (به روسی: Княгиня Мари́я Никола́евна Волко́нская) بود. مادرش را در دو سالگی و پدرش را در نه سالگی از دست داد و پس از آن سرپرست او عمه‌اش تاتیانا بود. او در سال ۱۸۴۴م. در رشتهٔ زبان‌های شرقی در دانشگاه قازان نام‌نویسی کرد، ولی پس از سه سال، در تاریخ ۱۸۴۶م. از آن رشته به رشته حقوق رفت تا با کسب دانش وکالت به زندگی نابسامان ۳۵۰ نفر کشاورز روزمزد، که پس از مرگ پدر و مادرش به او واگذار شده بودند، رسیدگی کند و با بهبود کشاورزی خود به رنج آنان پایان دهد.
او در سال ۱۸۴۷ میلادی دانشکده حقوق را رها می‌کند و به زادگاهش بازمی‌گردد. سال ۱۸۵۱ تولستوی در ارتش نام‌نویسی می‌کند و به مأموریت قفقاز که در آن زمان تازه به دست روس‌ها افتاده بود می‌رود. در تابستان همان سال، اثر خود کودکی را می‌نویسد. این داستان سال بعد در مجله معاصر، چاپ می‌شود.
تولستوی هنگام خدمت در ارتش تزار، نوشتن به صورت حرفه‌ای را آغاز می‌کند. بودن در جنگ، دست‌مایه پایه‌ای برای رمان‌ها و داستان‌ها در دسترس او می‌گذارد و با نگاه جست‌وجوگرش میان مردم و دور و برش، نوشته‌هایش را پربارتر می‌کند. در ۱۸۵۴ به سواستوپُل رفته و به سپاه کریمه می‌پیوندند. در این زمان او به درجه ستوانی رسیده و به دفاع از میهن می‌پردازد. نتیجه این دوران را در حکایت‌های سواستوپُل که حاوی سه داستان خواندنی ست منعکس می‌کند.
تولستوی در این داستان‌ها تلاش کرده با بهره‌گیری از دریافت‌های خود که در جنگ تجربه کرده، چهره‌ای دیگر از آن را نشان دهد. وی جنگ را پشت مراسم رسمی به نمایش می‌گذارد. در سال ۱۸۵۶ از ارتش کناره‌گیری می‌کند و به زادگاه خود بازمی‌گردد. پس از آن سفری شش‌ماهه را به کشورهای فرانسه، انگلستان، آلمان، ایتالیا و سوییس آغاز می‌کند تا با شیوه زندگی، فرهنگ و باورهای مردم این کشورها آشنا شود. در سال ۱۸۵۸ میلادی داستان سه مرگ را منتشر می‌کند و در سال ۱۸۵۹ دبستانی برای کودکان و دهقان زادگان یاسنایا پالیانا می‌سازد.

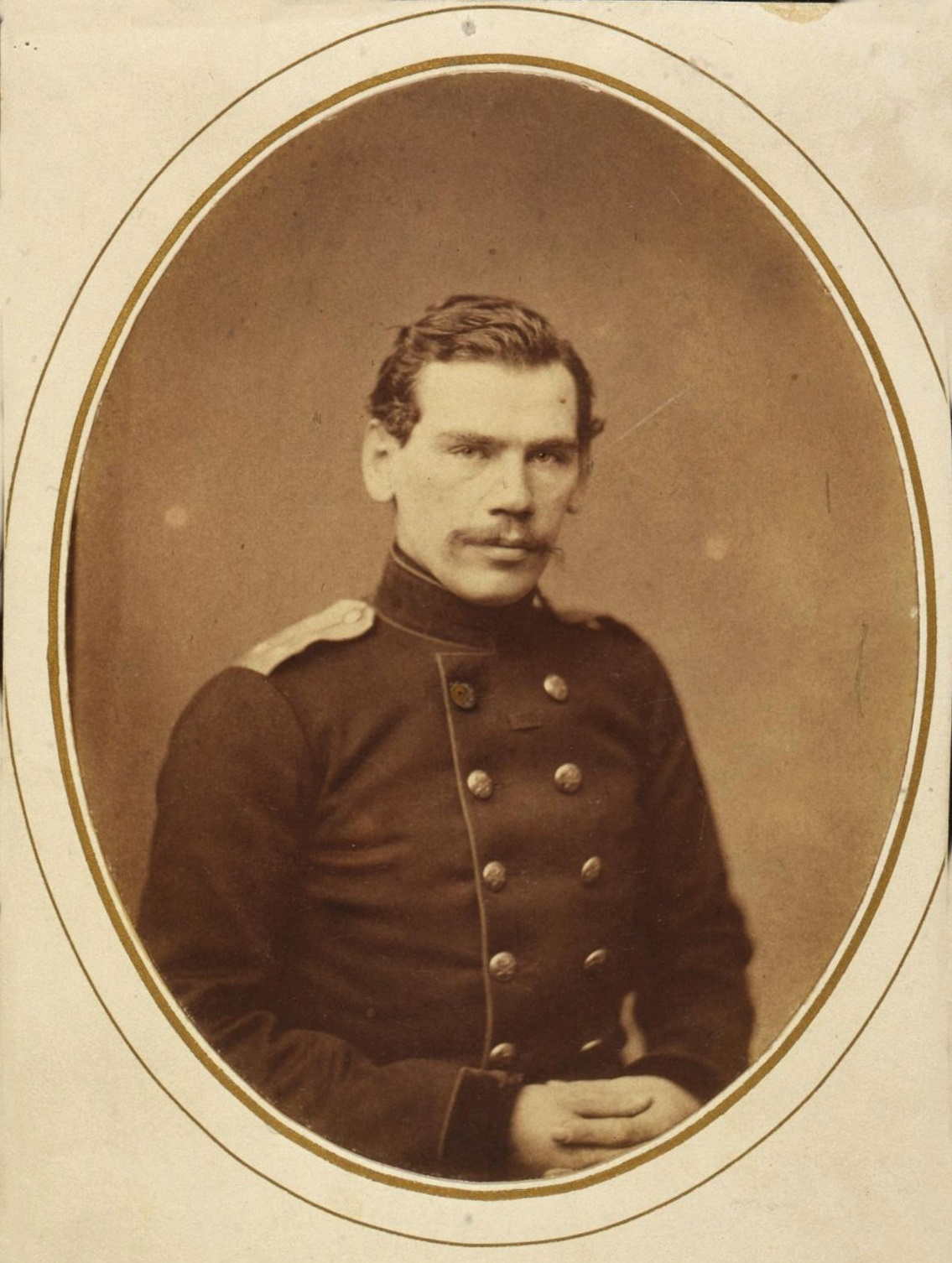
تولستوی، ۱۸۵۶

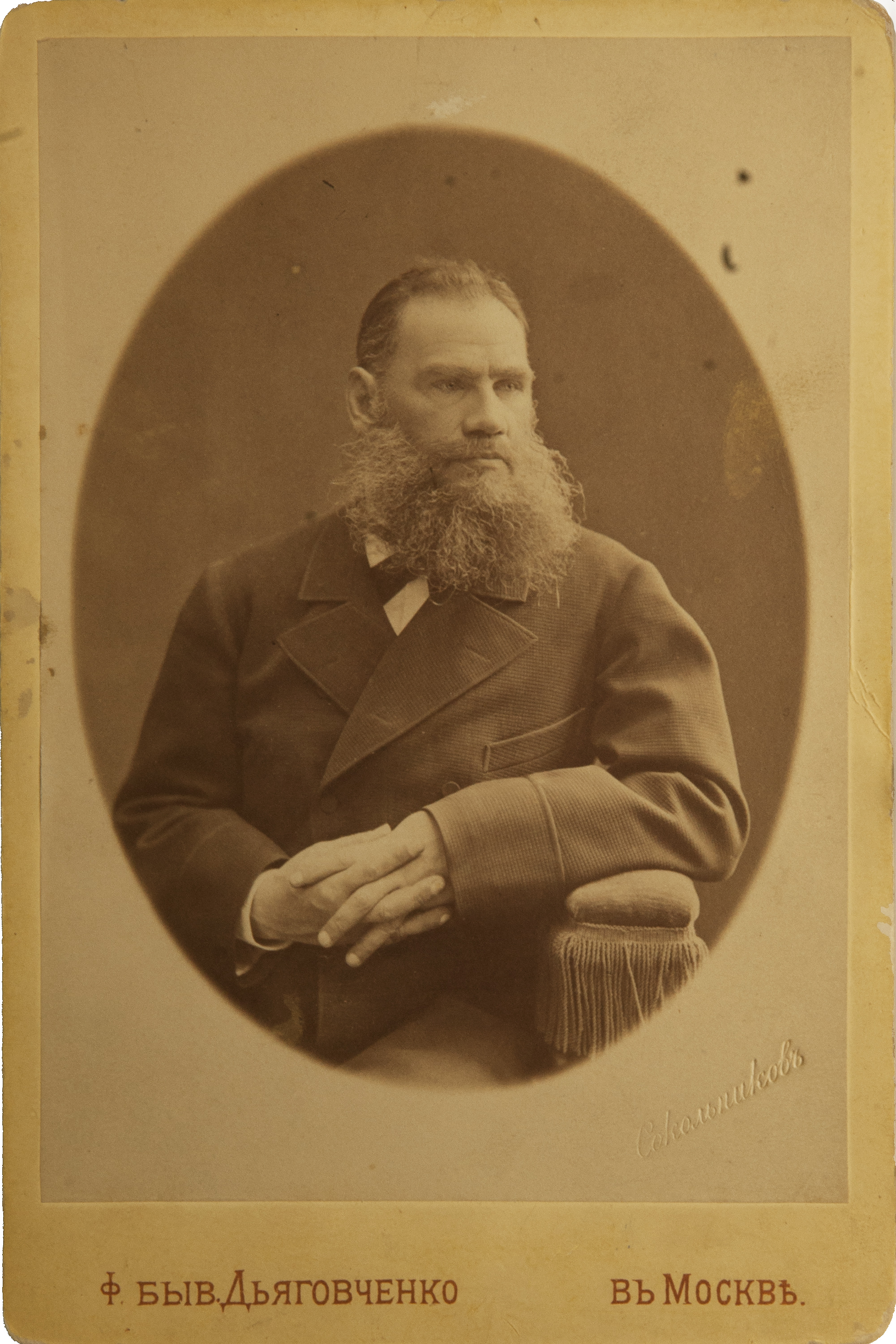
تولستوی، ۱۸۷۶

## اصلاحات اجتماعی و آموزش و پرورش کودکان
لئو با نگاه ویژه‌ای که به آموزش و پرورش کودکان و نوجوانان داشت، در سال ۱۸۵۷ پنج سال از کشورهای اروپای غربی و با چهره‌های سرشناس اروپا مانند: چارلز دیکنز، ایوان تورگنیف، فریدریش فروبل و آدلف دیستروِگ، دیدار کرد. پس از بازگشت به کشورش، براساس تجارب نو آموخته، دست به یک رشته نوآوری‌های آموزشی زد و در همین راستا به پیروی از ژان ژاک روسو، به پایه‌ریزی دبستان در روستاها پرداخت. تولستوی از سال ۱۸۵۵ پی‌درپی در زادگاه خود یاسنایا پالیانا، مسکو و سن‌پترزبورگ زندگی می‌کرد. لئو در نامه‌ای به یکی از خویشاوندانش که سرپرستی کارهای دربار و پیشکاری زمین‌های تزار روسیه را بر دوش داشت، چنین نوشته‌است:
«هرگاه به مدرسه پا می‌گذارم، با دیدن چهره‌های آلوده و تکیده، موهای ژولیده و برق چشمانِ این کودکان بینوا، دستخوش ناآرامی و بیزاری می‌شوم و همان حالتی به‌من دست می‌دهد که بارها از دیدن شراب‌خواران مست، بر من مستولی شده‌است. ای خدای بزرگ! چگونه می‌توانم آن‌ها را نجات دهم؟ نمی‌دانم به کدام یک کمک کنم. من آموزش و پرورش را تنها برای توده‌ها می‌خواهم و نه کسی دیگر، مگر بتوانم پوشکین‌ها و لومونوسف‌های آینده را از غرق شدن رهایی بخشم.»
تولستوی هیچ‌گاه با کودکان برخورد جداگانه نداشت و دانش‌آموزان برتر را از دیگران جدا نکرد تا درخورِ توان و آمادگی هر کودک، آموزش مناسب را به آن‌ها ارزانی دارد.
پس از این‌که مدارس از سوی اداره سلطنتی تزار تعطیل شد، تولستوی به فعالیت‌های فرهنگی و اهداف تربیتیِ مورد علاقه‌اش ادامه داد. او با انتشار کتاب‌های سرگرم‌کننده با ترکیبی از علوم طبیعی و انسانی، همچنین داستان‌های آموزشی به‌ویژه داستان‌های ازوپ، کودکان را با ارزش‌های اخلاقی، اجتماعی و معنوی آشنا نمود. میلیون‌ها کودک روسی تا دهه دوم قرن بیستم با آموزش الفبای تولستوی، سال اول دبستان را آغاز نمودند. با اتخاذ این روش، تولستوی توانست در جنبش اصلاحات آموزشی و ایجاد مدارس آزاد به گونه سامرهیل (Summerhill )، مؤثر واقع شود.

## صدای تولستوی
در سال ۱۹۰۷ میلادی (۱۲۸۶ خورشیدی) استیون بونسال گزارشگر معروف روزنامه نیویورک تایمز به روسیه سفر کرد و با لئو تولستوی دیداری داشت.
پس از بازگشت به آمریکا، از طریق دوستی با توماس ادیسون، سفارش یک دستگاه ضبط صدای گرامافون (فونوگراف) داد تا برای تولستوی بفرستد.
ادیسون در ژانویه ۱۹۰۸ دستگاه را به تولستوی هدیه کرد و از او درخواست کرد صدای خود را به زبان‌های مختلف روی استوانه‌های مومی ضبط کرده و برای او بفرستند.
تولستوی از ادیسون تشکر کرد و علاوه بر اجابت درخواست وی و ضبط صدای خود به زبان‌های انگلیسی، آلمانی، فرانسوی و روسی، که تعدای از آن‌ها موجود است، گاهی به جای نامه‌نگاری با دوستان یا برای ثبت افکار و نظراتش، صدای خود را ضبط می‌کرد.
با وجودی که تعداد زیادی از این استوانه‌های مومی از بین رفتند، اما تعداد کمی باقی مانده‌اند و بدین طریق، صدای تولستوی در ۲ الی ۳ سال پایانی زندگی پرثمرش، ماندگار شد.

## زن و فرزند
تولستوی در سال ۱۸۶۲ با دختر هجده ساله‌ای با تبارِ آلمانی، به نام سوفیا تولستایا (۱۸۴۴ - ۱۹۱۹)، ازدواج کرد و رمان‌های جاودانه‌ای به نام جنگ و صلح و آنا کارنینا را نوشته و منتشر ساخت. پشتیبانی همسر جوانش از کارهای ادبی تولستوی که به روایتی ۱۴۰۰ صفحه از پیش‌نویس جنگ و صلح را بیش از هفت بار پاکنویس کرده‌است، بسیار ارزشمند است. پیوند این دو عاشقانه، ولی پرتنش بود. دفترچه یادداشتی که تولستوی در دوران پیش از زناشویی داستان زندگی خود را در آن می‌نوشت به دست سوفیا افتاد. در این دفترچه یادداشت گزارش خوشگذرانی‌ها و هوسرانی‌های تولستوی نوشته شده بود. بازتاب این نوشته‌ها بر سوفیا سنگین بود بگونه‌ای که می‌نویسد این دوران زننده و ناخوشایند و زندگی او در آن زمان نپذیرفتنی است. غرق شدن تولستوی در مسایل فلسفی در سال‌های آینده نیز دردسرهای فراوانی برای این دو به همراه داشت. آن‌ها با یکدیگر ۱۳ فرزند داشتند که ۴ تا از آن‌ها در کودکی مردند.

## جنگ و صلحوآنا کارنینا
جنگ و صلح (به روسی: Война и мир) رمانی طولانی است که در آن بیش از ۵۸۰ شخصیت به خوبی بازگو شده‌اند. سه سال پیش نسخهٔ کوتاه شده‌ای از این رمان به زبان انگلیسی منتشر شد. در این نسخه ۶۰۰ صفحه از نسخهٔ اصلی که ۱۵۰۰ صفحه داشت، حذف شده‌است. این حذف شامل بحث‌های فلسفی کتاب است که به یکدستی داستان آسیبی نمی‌زند. دلیل این کارها ارائه یک نسخه گیرا و پرشور از کتاب است که به فراخور جوانان امروزی نیز باشد. شاهکار تولستوی، جنگ و صلح، یکی از برترین منابع پژوهش و بررسی در تاریخ سیاسی و اجتماعی قرن نوزدهم روسیه است. همچنین حماسهٔ ایستادگی روس‌ها را در برابر حملهٔ ناپلئون بازگو می‌کند. منتقدان آن را یکی از بزرگ‌ترین رمان‌های جهان و فراتر از آن یک رمان در بردارنده دیدگاه‌های فلسفی نویسنده دربارهٔ زندگی و تاریخ می‌دانند.
تولستوی در پایان ۳۴ سالگی نوشتن رمان جنگ و صلح را آغاز کرد که شش سال زمان بُرد. این رمان واقعیت‌های درون جامعه روسیه را در قرن نوزدهم به خوبی روشن می‌کند. دورانی که تولستوی برای رمان خود برگزید، زمان جنگ‌های ناپلئون بود و اوج داستان حمله ناپلئون به روسیه، آتش‌سوزی مسکو و عقب‌نشینی و نابودی ارتش مهاجم وی را گزارش می‌کند.
به گفته تولستوی آنا کارنینا اولین رمان واقعی او و یک داستان حماسی منثور است. این رمان داستانی پرفراز و فرود از عشق و سرخوردگی و شکست دارد. نسخهٔ بازنویسی شده‌ای از آنا کارنینا از اچ وینترز، نویسندهٔ جوان آمریکایی برداشتی امروزی از این کتاب است. در این روایت، در کنار رویدادها و بازیگران رمان اصلی بازیگران تخیلی امروزی نیز هستند.

وی در دفتر خاطراتش در میانه سال ۱۸۵۰ چنین می‌نویسد:
«چیزی در درونم زبانه می‌کشد که بیش از نیکی دلبستهٔ آنم: شکوه و بزرگی.»

## انقلاب درونی
تولستوی، در اوج سرشناسی، دچار سرگشتگی و ناامید از بهبود وضعیت جامعه شد و در مرز نابودی فکری و شکست روانی قرار گرفت. او به‌عنوان عضوی از اداره کل آمار و سرشماری در مسکو در سال ۱۸۸۲ میلادی با فقر روزافزون کارگران که در برابر محرومیت روستاییان گسترده‌تر بود، آشنا شد. با بازتاب پذیرفتن از این رخداد تلخ، برای کمک‌رسانی به کشاورزان و پیشگیری از مهاجرت گروهی آنان به شهرها، دست به ایجاد سازمانی زد که پشتیبانی از روستاییانی که محصولاتشان به‌دنبال پیشامدها و آفت‌های طبیعی آسیب دیده بود، در دستور کار خود گذاشت. او خود نیز با ترک سیگار و الکل و کناره‌گیری از سرگرمی‌های ویژه مانند شکار جانوران، همدردی خود را نشان داد و اعتراف کرد:
«چه خوشی‌های ظالمانه‌ای!»
از جمله کارهای اجتماعی تولستوی، پشتیبانی از زندانیان سیاسی، دینی و سربازان فراری بود. از سال ۱۸۸۱ میلادی به بعد، با بررسی‌ها و پژوهش‌های بیشتر در زمینه دین‌های گوناگون، گرایش و وابستگی‌های دینی وی نیز بیشتر شد و از همین رو به ترجمه دوبارهٔ انجیل به زبان روسی دست زد.

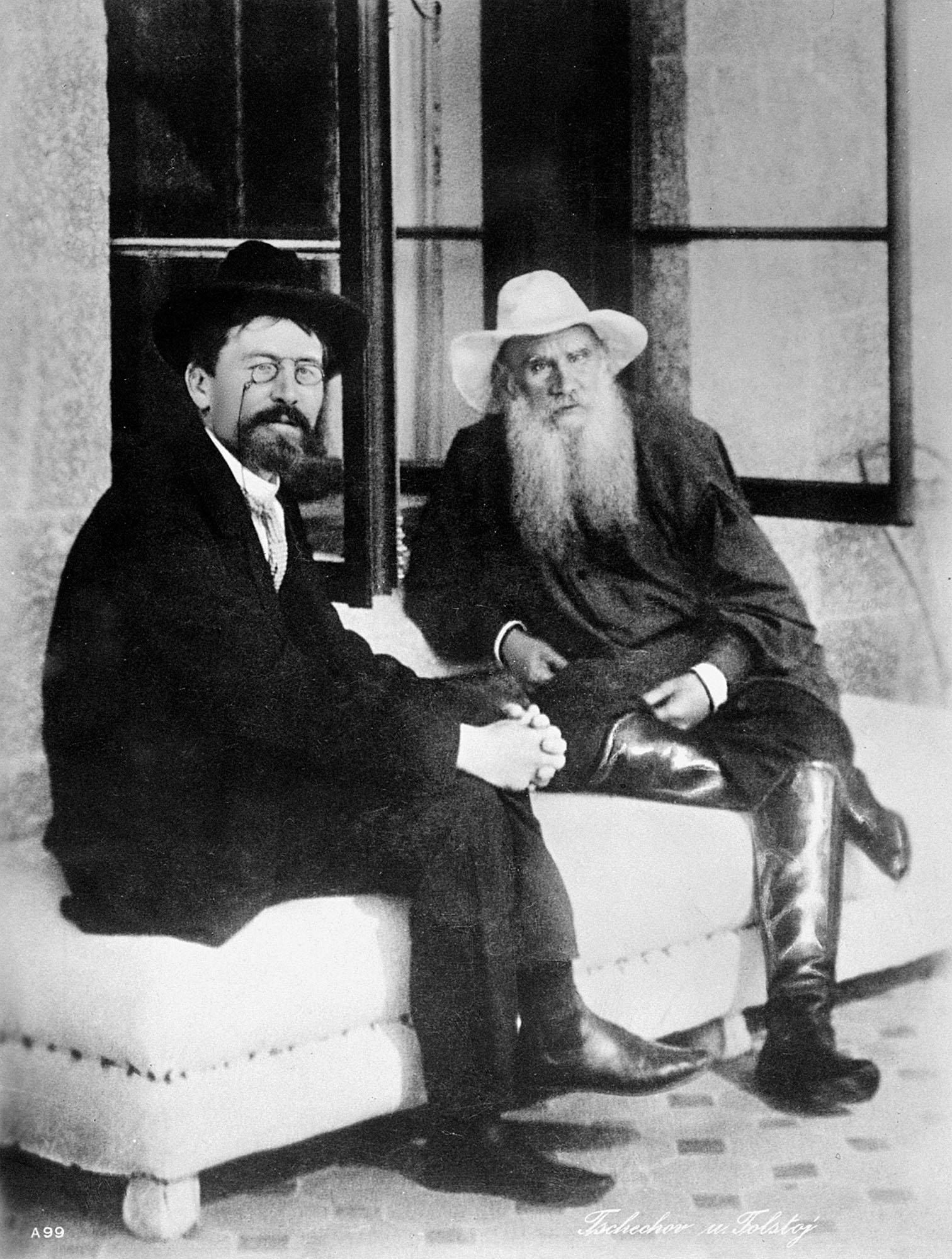
تولستوی همراه با آنتون چخوف

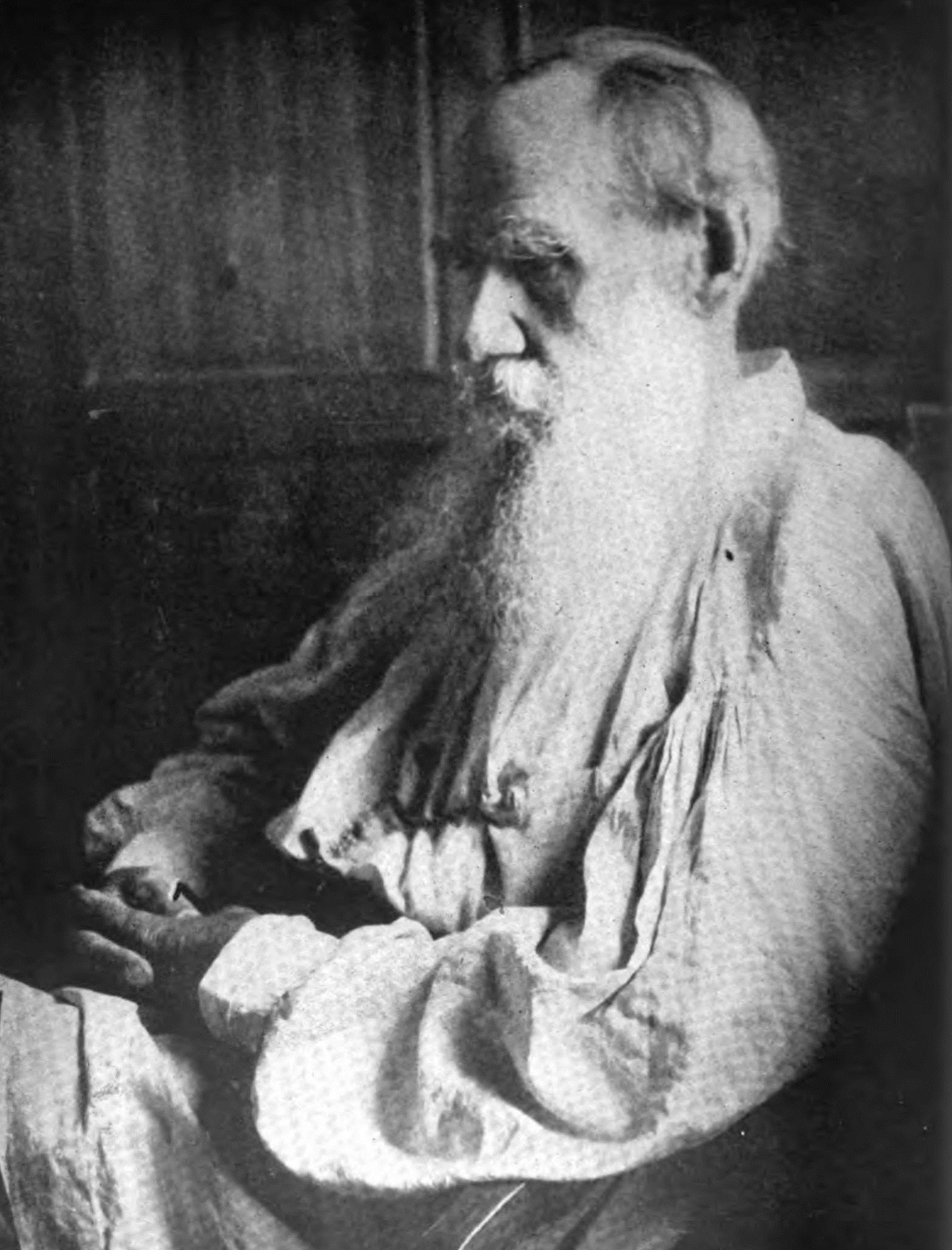

## تضادهای بیرونی
اشتهار تولستوی هرچه بیشتر در خارج از روسیه وسعت می‌یافت، به همان نسبت نیز در داخل روسیه مورد طعن و لعن و انزجار دستگاه‌های دولتی و مراجع ارتودوکس قرار می‌گرفت. نوشته‌هایش پیش از انتشار توقیف و شایعه روانی بودن او به سرعت پراکنده می‌شد. پلیس تزاری کوچک‌ترین حرکت وی را زیر نظر گرفته بود. هنگامی که به پشتیبانی از مریدانش برخاست و برای آزادی آن‌ها از بازداشت، تمام مسئولیت‌ها را که به‌عنوان مدرک جرم مطرح بودند به عهده گرفت، به او گفتند:
«جناب کنت، جاه و جلال شما به قدری بزرگ است که زندان‌های ما گنجایش آن را ندارد!»

## کلیسای ارتدکس و اتهام ارتداد

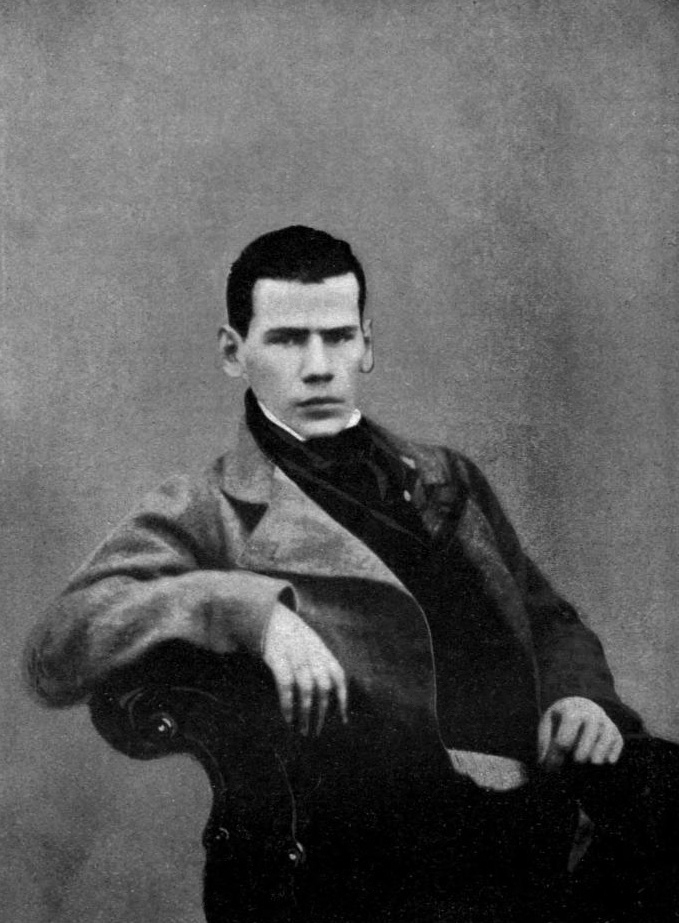
تصویری از بیست سالگی تولستوی، در سال ۱۸۴۸ میلادی

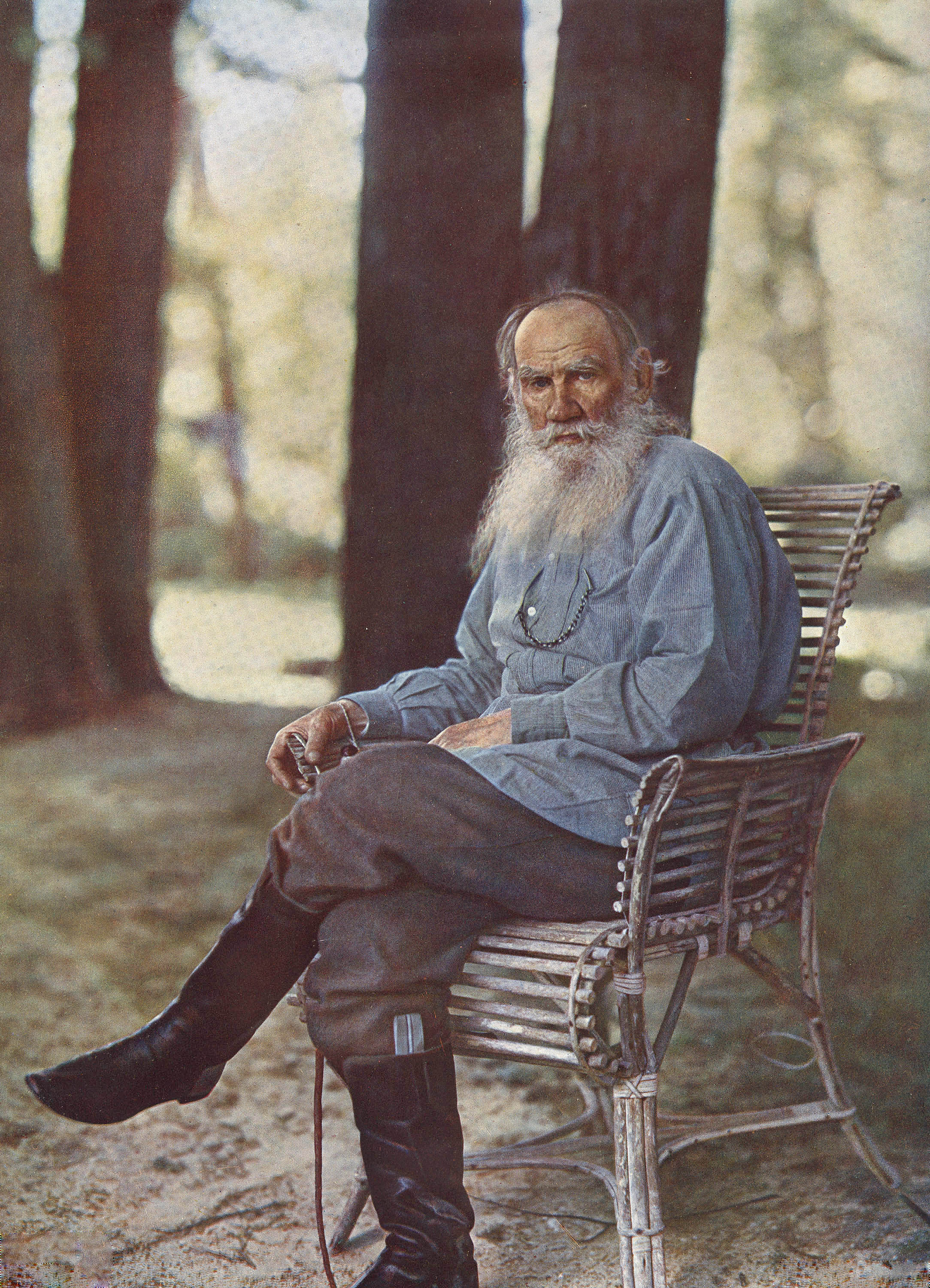
تصویری از هشتاد سالگی تولستوی، در سال ۱۹۰۸ میلادی

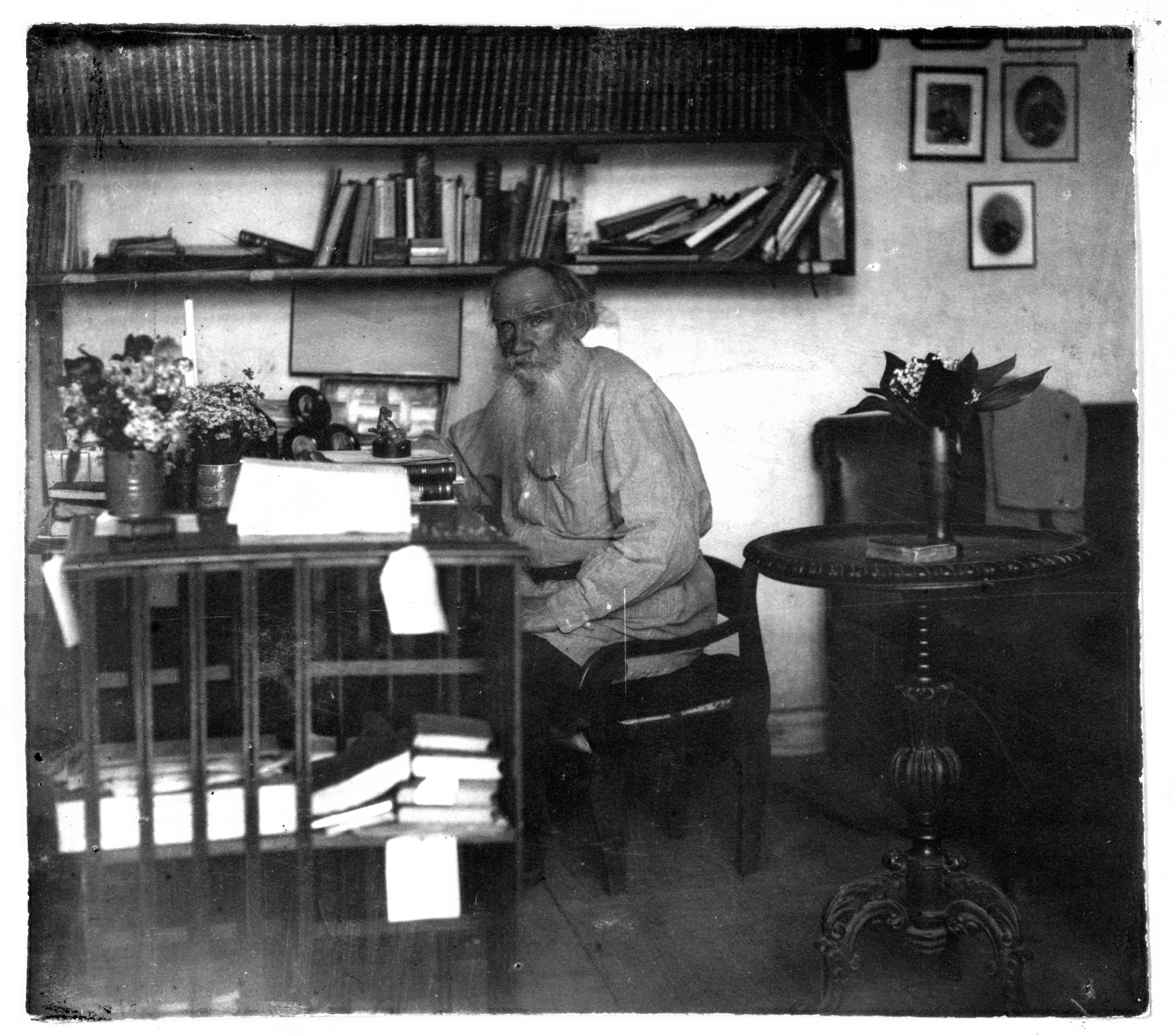
تصویری از تولستوی در اتاق مطالعه‌اش، در سال ۱۹۰۸ میلادی

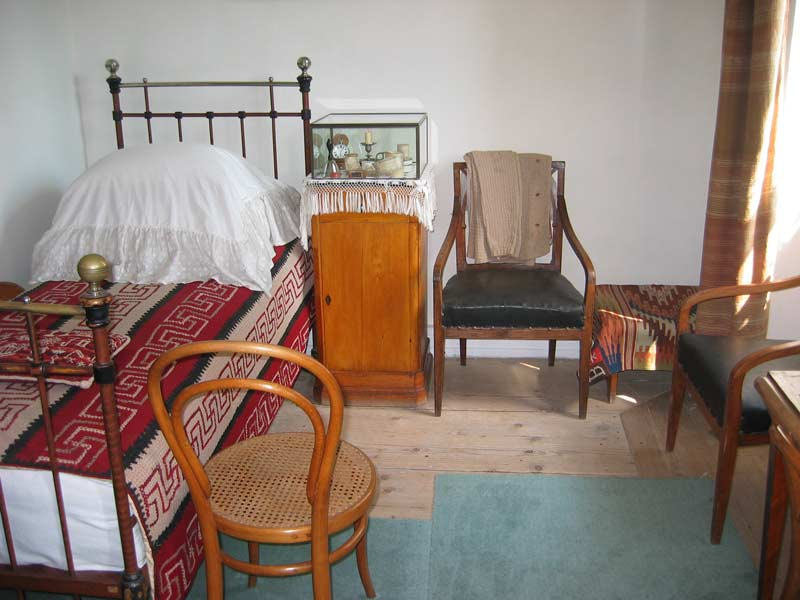
تصویری از اتاق خواب تولستوی که از سال ۱۹۱۰ میلادی آنجا را ترک کرد

انتشار رمان رستاخیز بهانه‌ای بود در دست مرجع عالی کلیسای ارتدکس، تا در تاریخ ۱۹۰۱ میلادی به دلایل زیر، تولستوی را به‌عنوان مرتد معرفی نماید:
- تکذیب وحدت تثلیث مقدس در وجود خدای واحد.
- تکذیب بکارت مریم مقدس، قبل و بعد از تولد مسیح.
- تکذیب رستاخیز مسیح، و ضدیت با مظهر لاهوتی–ناسوتیِ مسیح پسر خدا.
- تکذیب وقوع معجزه در مراسم عشای ربانی. (تولستوی، معجزه را به‌طور عام و اعجازِ تبدیل نان به تنِ مسیح را به‌طور خاص نفی کرده‌است)

تولستوی، مبارزات سوسیالیست‌ها را نیز در جهت برقراری دیکتاتوری پرولتاریا، مردود دانسته و به‌عنوان پرچمدار انسان‌دوستی و مخالف با جنگ و خون‌ریزی شناخته شده‌است. آثار او نیز، جاده‌صاف‌کن انقلاب ۱۹۰۵ روسیه نام گرفته‌است.

## سال‌های پایانی

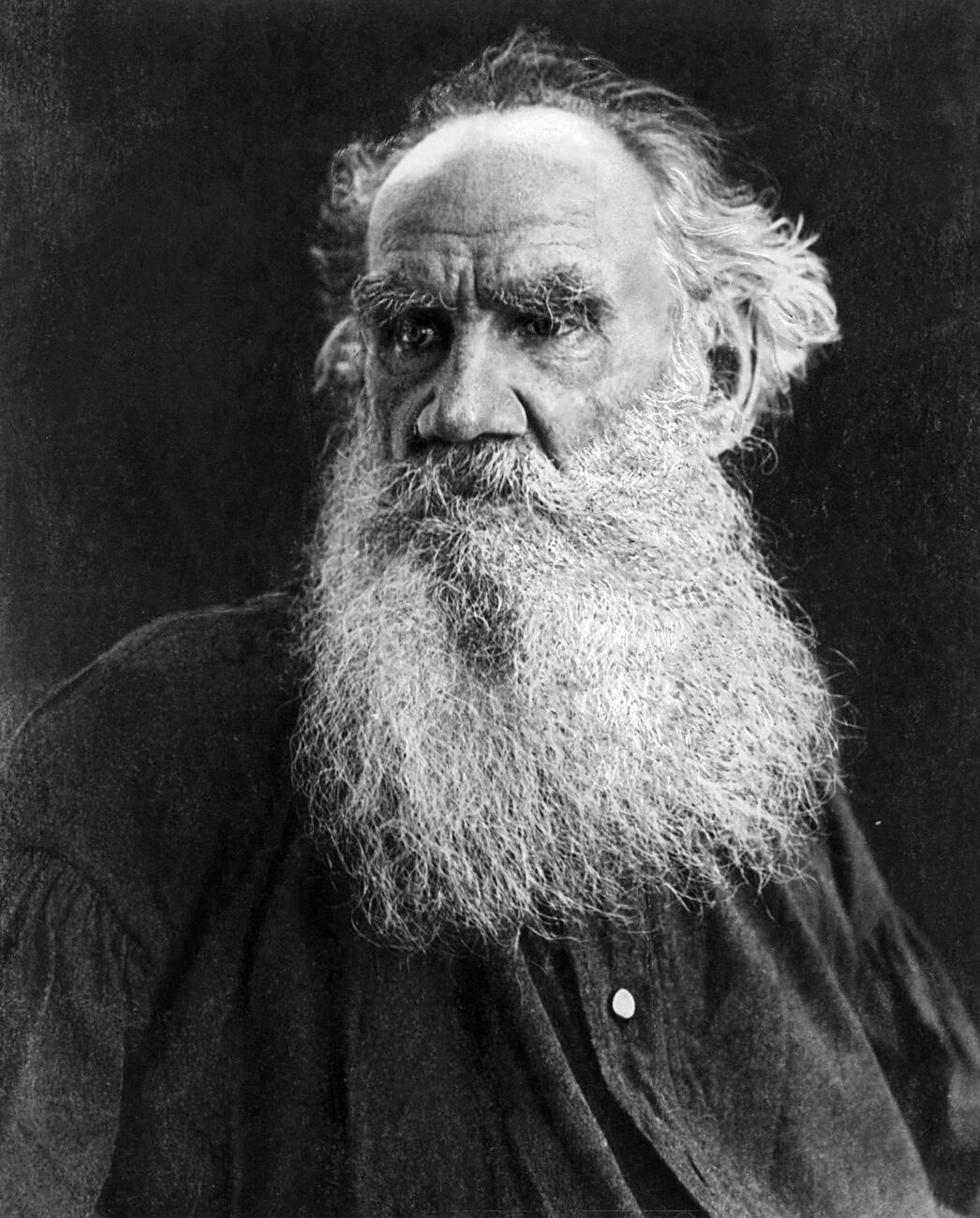
تولستوی، در سال‌های آخر عمر

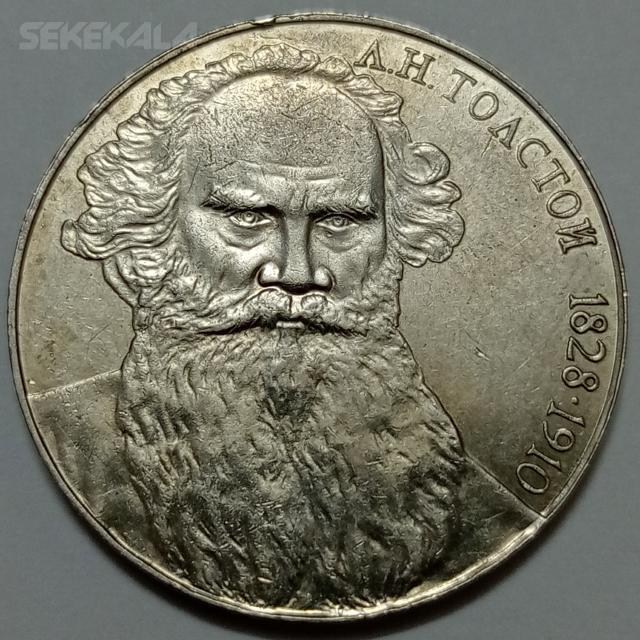
سکه 1 روبل یادبودی لئو تولستوی ضرب 1988 روسیه منبع سکه کالا

علاوه بر فشارهای حکومت، سخت‌گیری‌های پلیس تزاری و ضبط پیش‌نویس رمان‌هایش در سال ۱۹۰۸، مشکلات خانوادگی هم مزید بر آن شد. تولستوی، در آخرین روزهای حیات خود، به‌اتفاق پزشکِ خانوادگی و دختر کوچکش، همسر خود را ترک و به‌سوی جنوب روسیه سفر کرد. این آخرین سفر تولستوی در تاریخ بیستم نوامبر ۱۹۱۰ در ایستگاه راه‌آهن آستاپوفو به پایان رسید. دو روز بعد، در زادگاهش به خاک سپرده شد.

## آثار تولستوی
مقاله اصلی:  کتاب‌شناسی لئو تولستوی

### رمان
- به یکدیگر محبت کنید، ترجمهٔ سید عبدالرحیم خلخالی
- حرص باعث هلاکت است، ترجمهٔ سید عبدالرحیم خلخالی
- جنگ و صلح، ترجمه های: کاظم انصاری، سروش حبیبی
- رستاخیز، ترجمه های: سروش حبیبی، نشر نیلوفر/ محمد مجلسی، نشر دنیای نو، تهران ۱۳۸۳ / پرویز شهدی، نشر مجید، ۱۳۹۵/ علی اصغر حکمت، انتشارات نگاه، چاپ دوم، ۱۳۹۸/ محمد علی شیرازی
- تریلوژی کودکی، نوجوانی، جوانی، ترجمهٔ غلامحسین اعرابی، نشر سمیر
- آناکارِنینا، ترجمه های: محمدعلی شیرازی، جواد امیرانی، منوچهر بیگدلی خمسه، سروش حبیبی، قازار سیمونیان و حمیدرضا آتش‌برآب
- قزاقان، ترجمهٔ مهدی مجاب، تجدید چاپ با عنوان قزاق‌ها ترجمه عباس‌علی عزتی (نشر چشمه، ۱۳۹۴)[۹]

### رمانچه
- حاجی‌ مراد، ترجمه های: رشید ریاحی، حسین صادق اوقلی
- مرگ ایوان ایلیچ، ترجمه های: سروش حبیبی، لاله بهنام، کاظم انصاری، هوشنگ اسماعیلیان، عبدالله شاه سیاه
- سونات کرویستر، ترجمه های: عبدالله شاه سیاه/ کاظم انصاری، نشر جامی/ سروش حبیبی، نشر چشمه/ بنفشه جعفر، نشر روزگار
- کوپن تقلبی، ترجمه های: سروش حبیبی، رضا علیزاده
- سعادت زناشویی، ترجمه های: سروش حبیبی، نشر چشمه/ حسین تفرشیان و گامایون، نشر جامی
- ارباب و بنده، ترجمه های: مهران محبوبی، سروش حبیبی

### داستان کوتاه
- باباسرگئی (پدر سرژیو/ بابا سرگئی/ پدر سرگی/پدر سرگیوس)، ترجمه های: امیرهوشنگ آذر، کاظم انصاری ،سروش حبیبی، مهناز صدری، هوشنگ اسماعیلیان، عبدالله شاه سیاه
- طبل میان‌تهی، ترجمهٔ منوچهر ضرّابی
- سه پرسش، ترجمه های: پریسا خسروی سامانی، جمال میر خلف، مهدی عاملی
- داستان‌های سواستوپول، ترجمهٔ پرویز نظامی
- پولیکوشکا، ترجمهٔ سیداحمد عقیلی، انتشارات امیرکبیر
- شیطان، ترجمهٔ سروش حبیبی، نشر چشمه/مهرداد ارغوانی، نشر نوین کوشان
- زمین‌نورد، ترجمهٔ حسین تفرشیان و گامایون، نشر جامی/ ابراهیم یونسی، نشر فردا (دارای عنوان داستان یک اسب)
- دو سوار، ترجمهٔ حسین تفرشیان و گامایون، نشر جامی

### نمایشنامه
- بار دانش، ترجمهٔ عباس‌علی عزتی، نشر چشمه، ۱۳۹۱.
- نوری در تاریکی می‌درخشد، ترجمهٔ عباس‌علی عزتی، انتشارات افراز، ۱۳۹۲.
- پتر خباز، ترجمهٔ عباس‌علی عزتی، انتشارات افراز، ۱۳۹۲.
- سلطه‌ی تاریکی، ترجمهٔ عباس‌علی عزتی، انتشارات افراز، ۱۴۰۰.
- مردهٔ متحرک، ترجمهٔ آبتین گلکار، انتشارات هرمس، چاپ سوم ۱۴۰۰.

### هنر و ادبیات
- هنر چیست؟، ترجمهٔ کاوه دهگان

### سایر آثار
- فیلیپ کوچولو، ترجمهٔ عباس اصلی خوش، نشر عصر زندگی
- داستان‌هایی برای بچه‌ها، ترجمهٔ آرش محرمی
- اعتراف و سرشماری در مسکو، ترجمهٔ اسکندر ذبیحیان، اعترافات، ترجمهٔ هوشنگ فتح اعظم و ترجمهٔ سعید فیروزآبادی با عنوان اعتراف من، انتشارات جامی
- پول و شیطان، ترجمهٔ رضا علیزاده
- عید پاک، ترجمهٔ محسن سلیمانی
- مورچه و کبوتر، ترجمهٔ باقر محمودی
- بهترین داستان‌های کودکان و نوجوانان، ترجمه های: مریم خالقی، مجید رزاقی، نسرین مهاجرانی، س. صارمی
- خداوند حقیقت را می‌بیند اما صبر می‌کند، ترجمهٔ پریسا خسروی سامانی، تجدید چاپ با نام جدید: سرانجام حقیقت آشکار خواهد شد، ترجمهٔ صادق سرابی
- جوانی بربادرفته، ترجمهٔ کامران ایراندوست
- بیست‌وسه قصه، ترجمهٔ همایون صنعتی‌زاده، انتشارات قطره
- محکوم بی‌گناه، ترجمهٔ احمد نیک آذر
- عشق بی‌پایان، ترجمهٔ حسین نوشین و گامایون
- نامه‌های تولستوی، ترجمهٔ مشفق همدانی
- قدرت تاریکی (قدرت جهل)،[۱۰]

## نگارخانه

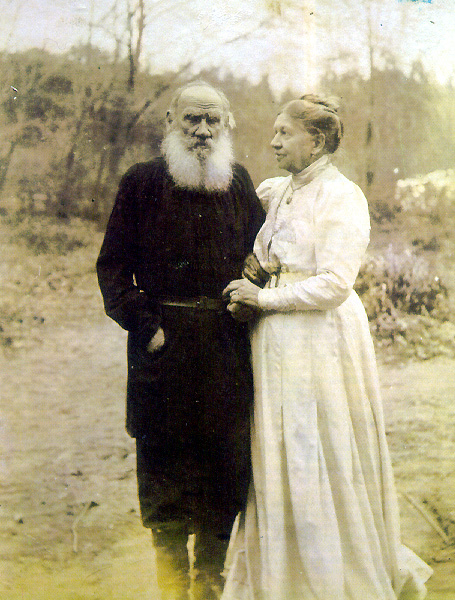
لئو تولستوی و همسرش
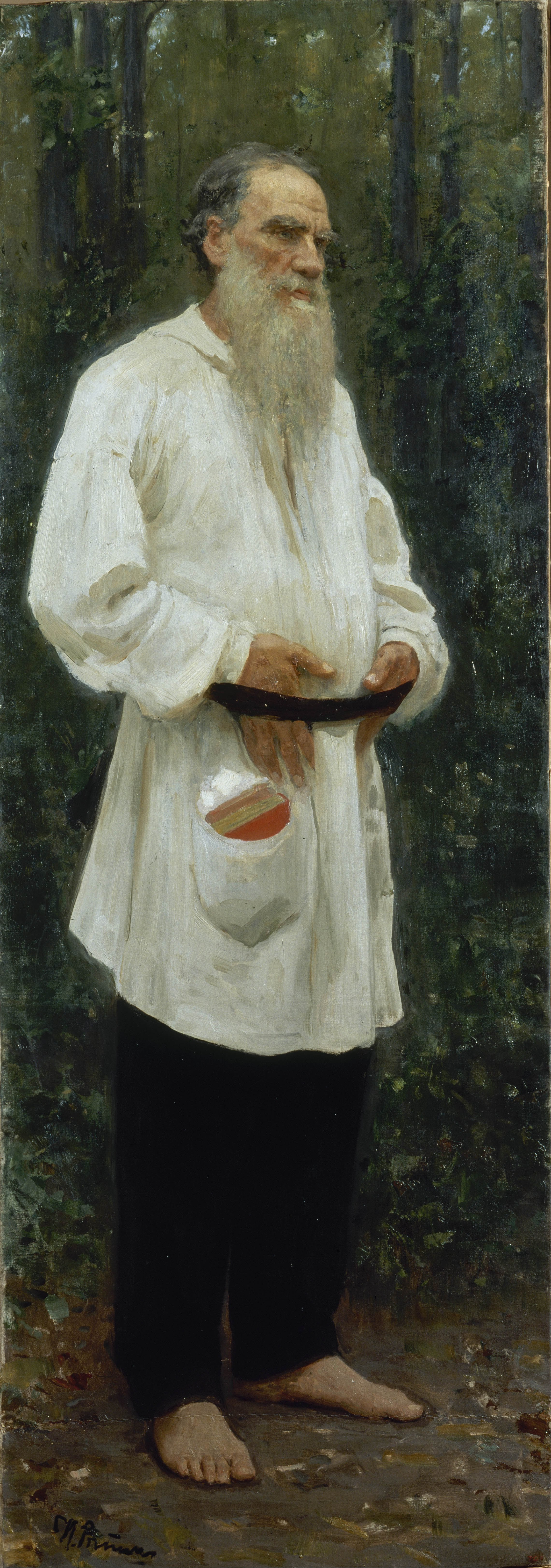
پرترۀ لئو تولستوی در لباس روستایی، ۱۹۰۱
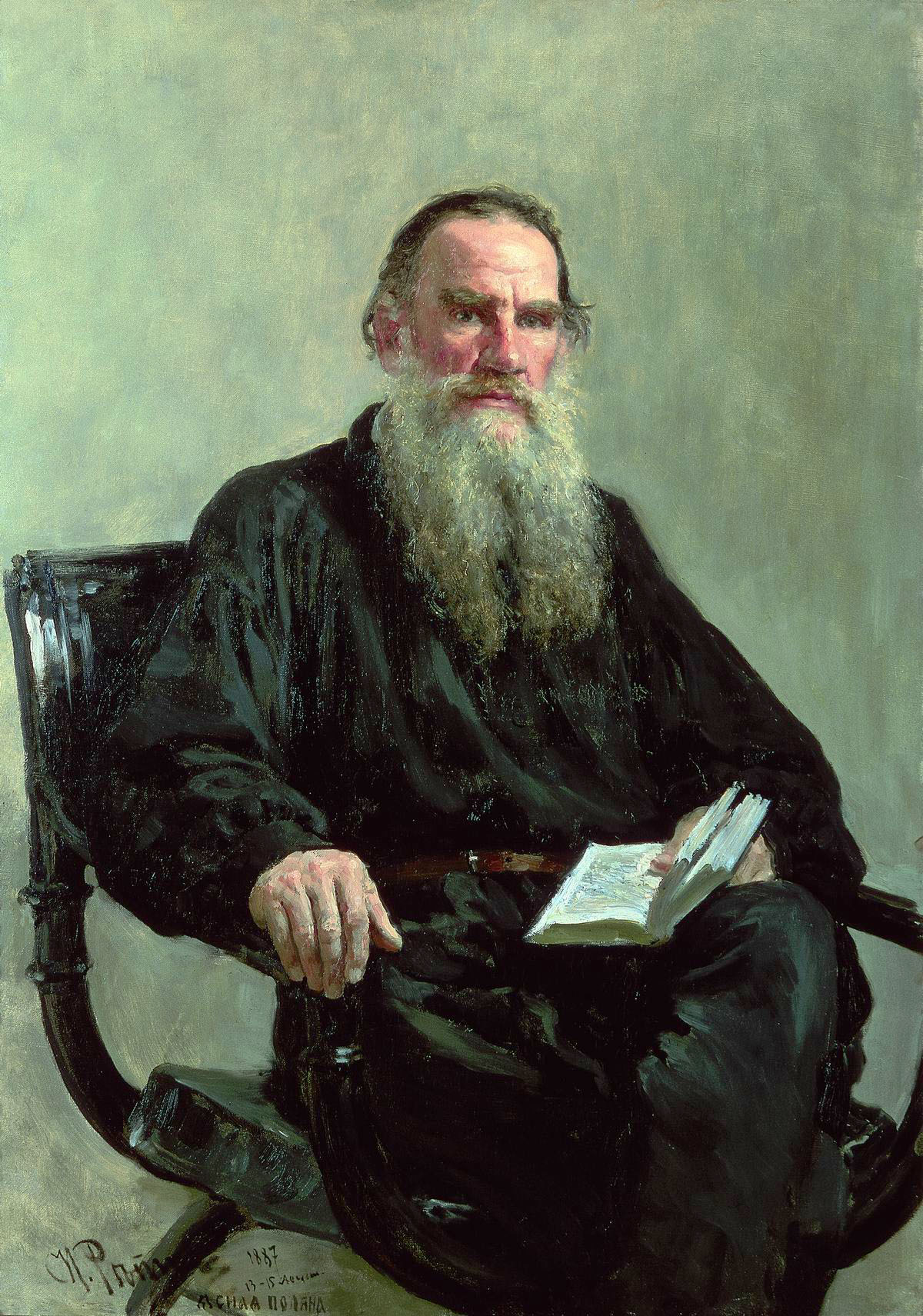
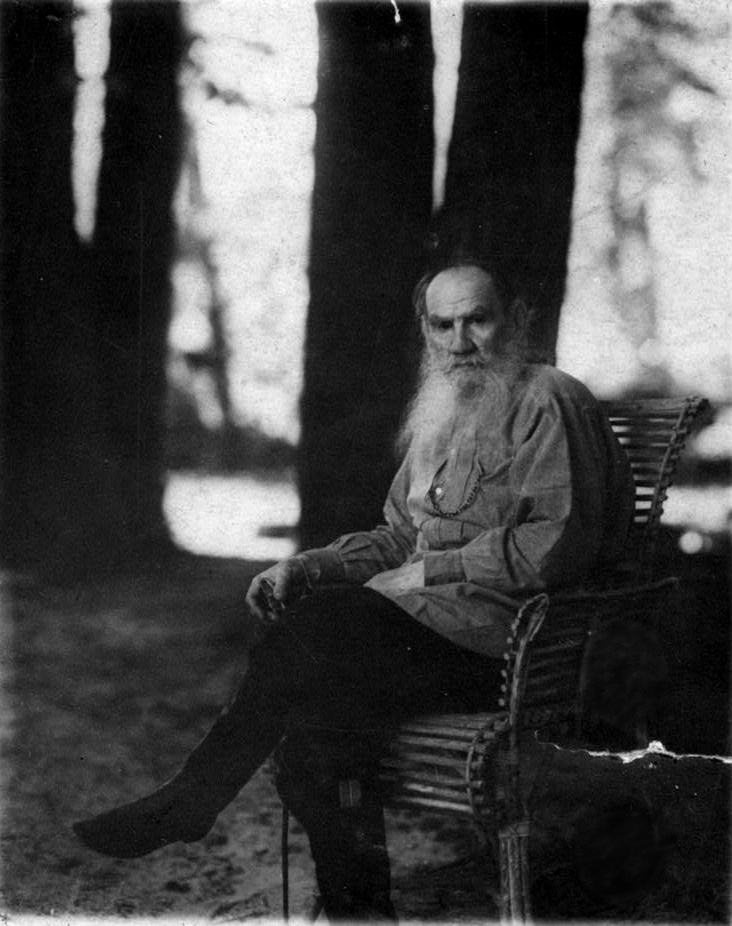
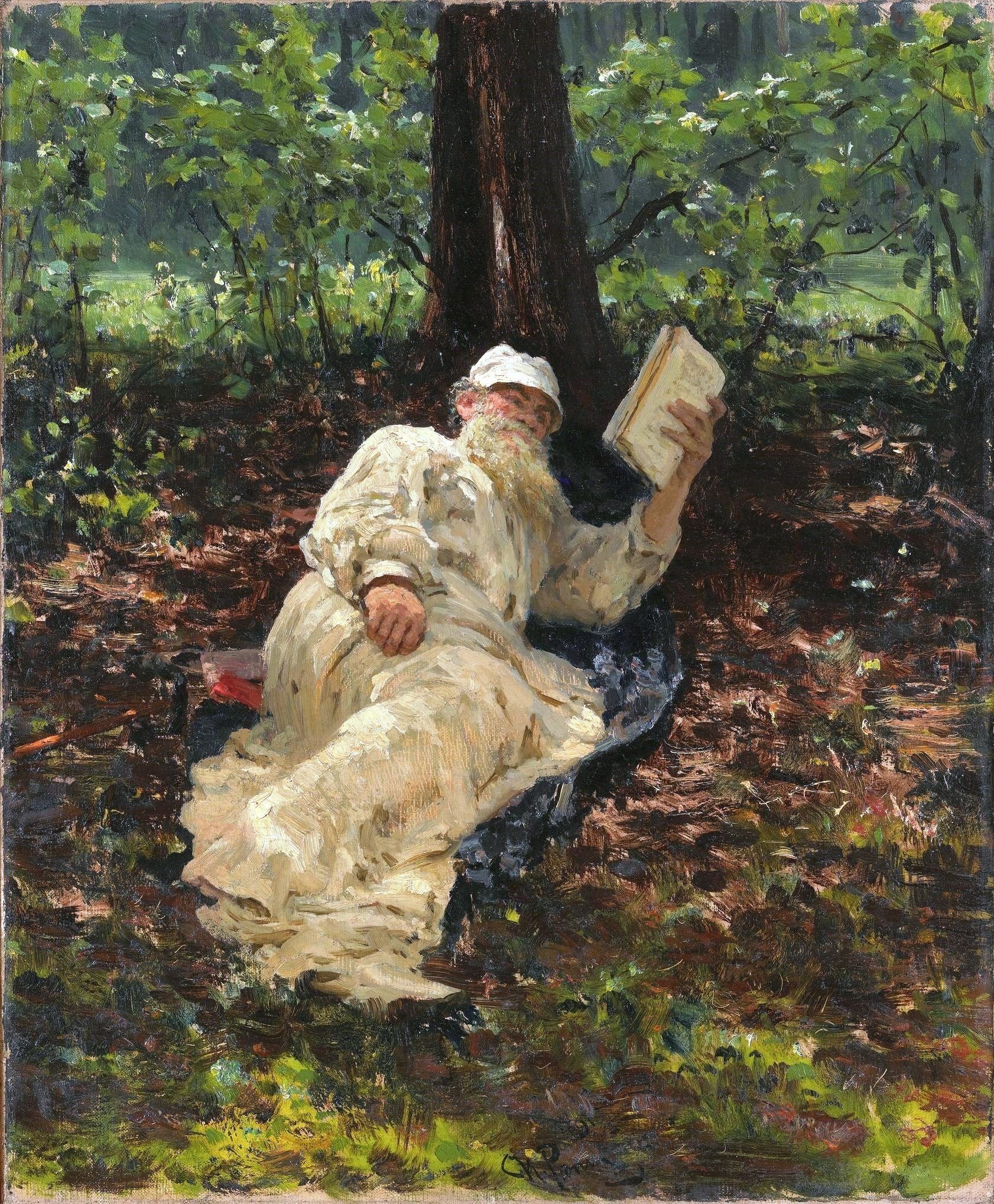
پرترۀ لئو تولستوی، ۱۸۹۳